# Sielsowiet Wiercieliszki
Sielsowiet Wiercieliszki (biał. Верцялішкаўскі сельсавет, ros. Вертелишковский сельсовет) – sielsowiet na Białorusi, w obwodzie grodzieńskim, w rejonie grodzieńskim.

## Miejscowości
- agromiasteczko:
  - Wiercieliszki
- wsie:
  - Batorówka
  - Bojary
  - Borki
  - Bylczyce
  - Cydziki
  - Dworce
  - Ejsymonty
  - Gryniówka
  - Hołownicze
  - Kazimierzówka
  - Kozłowicze
  - Olenicze
  - Piluki
  - Pundziszki
  - Rokitno
  - Rydziele
  - Sankowszczyzna
  - Siwkowo
  - Skołubowo
  - Sypana Góra
  - Tobolska Budka
  - Toboła
  - Tołoczki
  - Topolewo
  - Tużewlany
  - Zabohonniki
  - Zapole
  - Zawadycze
  - Żydomla
- osiedle:
  - Bierahawy